# National Post
National Post — англомовна газета, яка виходить у кількох містах центральної та західної Канади. Газета є флагманським виданням Postmedia Network і виходить з понеділка по суботу, а в понеділок виходить лише в електронному вигляді. Газета розповсюджується в провінціях Онтаріо, Квебек, Альберта та Британська Колумбія, а у вікенд також у провінціях Манітоба і Саскачеван.
Газета заснована 1998 року Конрадом Блеком у спробі конкурувати з «The Globe and Mail». У 2001 році CanWest завершила придбання National Post. У 2006 році газета припинила розповсюдження в Атлантичній Канаді та на канадських територіях. Postmedia стала власником газети 2010 року після того, як генеральний директор National Post Пол Годфрі зібрав групу власників, щоб придбати мережу газет CanWest.

## Історія
Конрад Блек створив National Post на базі Financial Post, фінансової газети в Торонто, яку Hollinger Inc. придбала у Sun Media в 1997 році. Financial Post було збережено як назву ділового розділу нової газети.
За межами Торонто «Post» була побудована на базі друкарської та дистриб'юторської інфраструктури національної газетної мережі Hollinger's, яка раніше називалася Southam Newspapers, що включала газети «Ottawa Citizen», «Montreal Gazette», «Edmonton Journal», «Calgary Herald» та «Vancouver Sun». «Post» стала національним флагманом Блека, а Кен Вайт був призначений її редактором.
Окрім свого політичного бачення, Блек намагався безпосередньо конкурувати з медіа-імперією Кеннета Томсона, очолюваною в Канаді газетою «The Globe and Mail», яку Блек та багато інших сприймали як платформу ліберального істеблішменту.
На момент заснування «Post» його редакційна позиція була консервативною. Газета виступала за рух «об'єднання правих» для створення життєздатної альтернативи ліберальному уряду Жана Кретьєна і підтримувала «Канадський альянс». На сторінці публіцистики «Post» публікувалися колонки ідейних лібералів, таких як Лінда Маккуейг, а також консерваторів, зокрема Марка Стейна, Даяни Френсіс і Девіда Фрума. Першими членами редакційної колегії Post були Езра Левант, Ніл Сіман, Джонатан Кей, член парламенту від консерваторів Джон Вільямсон та письменник-історик Александр Роуз.
Графічний та макетний дизайн «Post», виконаний у журнальному стилі, здобув чимало нагород. Оригінальний дизайн газети створила Люсі Лакава, консультантка з дизайну, що базується в Монреалі. Зараз на першій сторінці газети розміщено девіз «Найкраще оформлена газета у світі».

### 21 століття
«Post» не змогла втримати позиції на ринку, продовжуючи працювати зі щорічним бюджетним дефіцитом. У той же час Конрад Блек почав перейматися своєю обтяженою боргами медіа-імперією Hollinger International. Блек розпродав свої канадські медіа-холдинги і продав «Post» компанії CanWest Global Communications Corp, контрольованій Ізраїлем «Іззі» Аспером, у два етапи: 50 відсотків у 2000 році разом з усією мережею газет «Southam», а решту 50 відсотків — у 2001 році. CanWest Global також володіла «Глобальною телевізійною мережею».
Іззі Аспер помер у жовтні 2003 року, і його сини Леонард і Девід Аспери взяли на себе контроль над CanWest, причому останній виконував обов'язки голови правління газети. Головний редактор Метью Фрейзер пішов у 2005 році після приходу нового видавця Леса Пайєтта — сьомого видавця газети за сім років. Заступник Фрейзера, Даг Келлі, змінив його на посаді редактора. Пайєтт пішов через сім місяців після приходу, його замінив Гордон Фішер.
У 2006 році «Post» обмежила розповсюдження друкованих видань в Атлантичній Канаді, що стало частиною тенденції, до якої вдалися «The Globe and Mail» та «Toronto Star», дві інші канадські газети з міжрегіональним розповсюдженням. Починаючи з 2007 року, друковані видання були вилучені з усіх газетних кіосків Атлантичної Канади, окрім Галіфаксу. Зосередившись на онлайн-виданнях, у 2008 році газета призупинила вихід у будні дні та доставку додому в Манітобі та Саскачевані. Переорієнтація на цифрові технології продовжилася і в наступному десятилітті.
У політичному плані «Post» зберігає консервативну редакційну позицію, хоча сім'я Асперів вже давно є активним прихильником Ліберальної партії Канади. Іззі Аспер колись був лідером Ліберальної партії у своїй рідній провінції Манітоба. Аспери суперечливо звільнили видавця «Ottawa Citizen» Рассела Міллса за заклик до відставки ліберального прем'єр-міністра Жана Кретьєна.
Однак на виборах 2004 року, коли редактором був Фрейзер, «Post» підтримав Консервативну партію Канади. Консерватори ледь не програли ті вибори лібералам. Після виборів «Post» здивувала багатьох своїх консервативних читачів тим, що перейшла на бік ліберального уряду прем'єр-міністра Пола Мартіна, який переміг на виборах, і стала дуже критично ставитися до консерваторів та їхнього лідера Стівена Гарпера. Газета знову змінила табір напередодні виборів 2006 року (на яких консерватори отримали уряд меншості).
Як і її конкурент «The Globe and Mail», «Post» випускає окреме видання в Торонто, Онтаріо, найбільшому місті Канади і четвертому за величиною англомовному медіацентрі Північної Америки після Нью-Йорка, Лос-Анджелеса і Чикаго. Торонтське видання включає додатковий місцевий контент, який не публікується у виданні, що розповсюджується на решті території Канади, і друкується у прес-центрі Toronto Star Press Centre у Воні.
27 вересня 2007 року «Post» оголосив про значне оновлення свого зовнішнього вигляду. Під керівництвом Гейл Грін, головного редактора дизайну та графіки «Post», редизайн передбачає стандартизацію розміру шрифту та кількості використовуваних шрифтів, чистіший шрифт для діаграм та графіків, а також переміщення банера з назвою з верхньої частини на ліву сторону сторінки 1, а також на першу сторінку кожного розділу.
У 2009 році газета оголосила, тимчасовим заходом зі скорочення витрат вона не буде друкувати понеділковий випуск з липня по вересень 2009 року. 29 жовтня 2009 року Canwest Global оголосила, що через брак фінансування «National Post» може закритися з 30 жовтня 2009 року, за умови переходу газети до нової холдингової компанії. Пізно ввечері 29 жовтня 2009 року суддя Вищого суду Онтаріо Сара Пепалл винесла рішення на користь Canwest і дозволила газеті перейти до холдингової компанії. Інвестиційні банкіри, найняті Canwest, не отримали жодної пропозиції, коли намагалися продати «National Post» на початку того ж року. За відсутності покупця було розглянуто можливість продажу газети, але витрати виявилися більшими, ніж вигоди від ліквідації активів. Адвокат Canwest, сперечаючись із суддею Пепалл, заявив, що «National Post» додавала цінності іншим газетам у мережі Canwest.
У 2010 році генеральний директор «National Post» Пол Годфрі зібрав групу власників для участі в тендері на мережу газет, що продавалася фінансово проблемною компанією Canwest (телерадіоактиви компанії були продані окремо компанії Shaw Communications). Годфрі заручився фінансовою підтримкою американської приватної інвестиційної компанії Golden Tree Asset Management, а також інших інвесторів. Група завершила операцію з придбання мережі у Canwest за 1,1 мільярда доларів 13 липня 2010 року, утворивши Postmedia Network. Акції компанії були розміщені на фондовій біржі Торонто в 2011 році. 28 жовтня 2011 року «Post» оголосила про свій перший в історії річний прибуток. Postmedia на 66 % належить американському хедж-фонду Chatham Asset Management, що базується в Нью-Джерсі.

## Приміщення

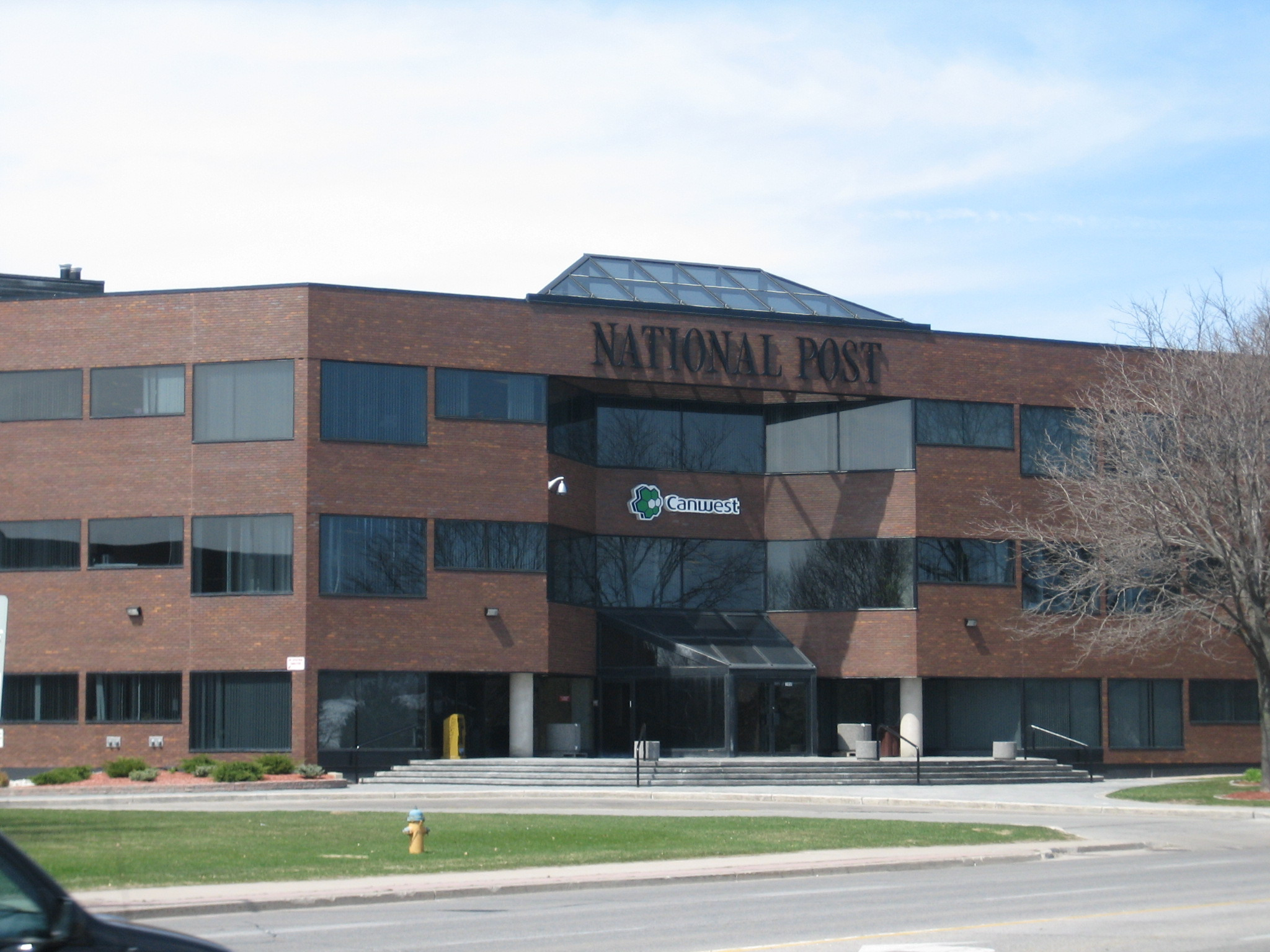
Колишня будівля National Post в Дон Міллз, 2009 рік.

Головний офіс National Post розміщений за адресою 365 Bloor Street East у Торонто, Онтаріо. Раніше він розташовувався за адресою 1450 Don Mills Road у районі Дон Міллз у Торонто, який залишили у 2012 році.
Газета друкується на друкарні компанії Postmedia в Іслінгтоні, що в районі Торонто Рексдейл, разом з «Toronto Sun», «London Free Press» та іншими щотижневими газетами, що належать Postmedia та Metroland. Раніше газета друкувалася у Toronto Star Press Centre у Воні, Онтаріо, доки «Toronto Star» не закрила це місце.

## Суперечки

### Іранська містифікація 2006 року
19 травня 2006 року газета опублікувала дві статті, в яких стверджувалося, що іранський парламент ухвалив закон, який зобов'язує релігійні меншини носити спеціальні ідентифікаційні значки. Одна з публікацій була винесена на першу шпальту під заголовком «Іран видає євреям значки» і супроводжувалася фотографією 1935 року, на якій були зображені два євреї з жовтими значками нацистського зразка. Пізніше того ж дня почали з'являтися експерти, які заперечували достовірність статті в «Post». Історія виявилася неправдивою, але не раніше, ніж її підхопили інші ЗМІ та прокоментували світові лідери. Коментар прем'єр-міністра Канади Стівена Гарпера змусив Іран викликати посла Канади в Тегерані Гордона Веннера для пояснень.
24 травня 2006 року головний редактор газети Даг Келлі опублікував вибачення за статтю на сторінці 2, визнавши, що вона була неправдивою, а National Post не виявила достатньої обережності і не перевірила достатньої кількості джерел.

### Звинувачення в антиісламських настроях
З 1998 по 2014 рік нині неіснуючий Канадський ісламський конгрес (КІК) активно відстежував висвітлення в ЗМІ антимусульманських чи антиісламських настроїв і публікував звіти, в яких висвітлював свої висновки. Він виступав проти використання таких фраз, як «ісламські партизани», «ісламські повстанці» і «мусульманські бойовики», заявляючи, що такі терміни, як «бойовик» або «терорист» повинні використовуватися без релігійної приналежності, «оскільки жодна релігія не вчить і не схвалює тероризм, войовничість або екстремізм». Конгрес виділив «National Post», заявивши, що ця газета «незмінно є № 1» як антиісламський засіб масової інформації.
Ряд авторів «National Post» згодом розкритикували КІК за ці звинувачення. Александр Роуз писав, що «судячи з підтримки [КІК] Дурбанської конференції [2001 року], під час якої гачкуваті євреї були прирівняні до апартеїду і геноциду, КІК, здається, не має проблем з деякими видами справді підбурювальної расистської лексики» і що «фетиш КІК на цензуру в інтересах „соціальної гармонії“, як висловлюється КІК, тхне тим самим авторитаризмом, який пригнічує мусульман в Єгипті, Іраку, Ірані та Саудівській Аравії.» Крім того, Роуз заявила, що «редагуючи погану мову, КІК, схоже, вірить, що в результаті з'являться правильні думки, навіть за рахунок необхідної втрати інформації про правду». Роберт Фулфорд написав, що КІК «виправдовує своє існування в основному скаргами на акти упереджень, яких не було» і що «смішно пропонувати уникати теми релігії, коли злочини скоюються в ім'я цієї релігії чоловіками і жінками, які вважаються її частиною», а Джонатан Кей написав, що «люди з Канадського ісламського конгресу претендують на роль арбітрів, які вирішують, що можна, а що не можна говорити в цій країні», і що президент КІК Ельмасрі є «самозваним суддею в країні у справах, які викликають ненависть».

### Звинувачення в упередженості
Опитування, проведене серед канадців у 2017 році, показало, що «National Post» посідає середнє місце за рівнем упередженості серед національних новинних агентств (48 % канадців загалом вважають його упередженим). Опитування також показало, що «існує тенденція бачити […] консервативну упередженість „National Post“». Опитування 2010 року також показало, що «Post» частіше сприймається громадськістю як правоцентристська газета, ніж інші канадські новинні організації.

## Видатні співробітники

### Головні редактори
- Кеннет Вайт, 1998—2003
- Метью Фрейзер, 2003—2005
- Даг Келлі, 2005—2010
- Стівен Моріс, 2010—2014
- Енн-Марі Оуенс, 2014—2019
- Роб Робертс, 2019-

### Персонал
- Енн Марі Оуенс, головний редактор
- Ніколь Макадам, виконавчий продюсер, «Financial Post»
- Джонатан Кей, головний редактор, коментар (1998—2014)
- Дастін Паркс, виконавчий продюсер, функціональний редактор
- Гейл Ґрін, головний редактор, дизайн і графіка
- Тім Рострон, художній редактор (1998—2003)
- Теренс Коркоран, редактор коментарів «FP»
- Ендрю Койн, виконавчий продюсер, коментар та редактор (2014—2015)
- Даян Френсіс, спеціальний редактор «FP»
- Джо-Енн Макдональд, національний редактор
- Джефф Вассерман, редактор фотографії та мультимедіа

### Автори колонок
Нижче наведено список колишніх і теперішніх авторів колонок для «National Post».

#### Теперішні
- Конрад Блек (засновник)
- Теренс Коркоран — з Financial Post
- Реймонд Дж. де Соуза
- Даян Френсіс — з Financial Post
- Лорн Гюнтер
- Лариса Гарапин — з Financial Post
- Джон Івісон
- Барбара Кей
- Рекс Мерфі
- Лоуренс Соломон
- Джордан Петерсон
- Кріс Селлі

#### Колишні
- Дейв Бідіні
- Крісті Блетчфорд
- Ендрю Койн
- Девід Фрум
- Роберт Фулфорд
- Крістофер Хітченс
- Джордж Джонас
- Джонатан Кей
- Таша Хейріддін
- Чарльз Краутхаммер
- Фейсал Катті
- Гаррі Марр
- Стів Мюррей
- Джон О'Салліван
- Розмарі Секстон
- Мірей Сілкофф
- Марк Стейн
- Робін Урбек
- Джордж Вілл
- Бретт Вілсон